# ロハス空港
ロハス空港（ロハスくうこう、英語: Roxas Airport、ヒリガイノン語: Hulugpaan sang Roxas、タガログ語: Paliparan ng Roxas、(IATA: RXS, ICAO: RPVR)）は、フィリピン・カピス州の州都ロハス一帯にサービスを提供する空港。フィリピン運輸省の下で、主要国際空港以外のすべての空港の管理にあたっている機関であるフィリピン民間航空局は、この空港をクラス1の主要空港と位置付けている。
2017年10月13日から16日にかけて、セブパシフィック航空461便がオーバーラン事故を起こしてイロイロ国際空港が閉鎖された際、マニラ＝イロイロ便、イロイロ＝セブ便は、ロハス空港を代替空港とした。イロイロ＝香港便は、マクタン・セブ国際空港が代替空港となった。

## 航空会社と就航地
| 航空会社                              | 就航地 |
| ------------------------------------- | ------ |
| セブパシフィック航空                  | マニラ |
| フィリピン航空 運航：PAL エクスプレス | マニラ |